# Ballbank
Ballbank é uma área na parte sudoeste da região de Riverina e fica aproximadamente 5 quilômetros (3,1 milhas) ao norte de Murrabit e 255 quilômetros (16 milhas) ao noroeste de Barham. Ballbank costumava fazer parte da linha ferroviária Stony Crossing e fica entre Murrabit e Nacurrie.